# Richard Korherr
Richard Korherr (Ratisbona, 30 ottobre 1903 – Braunschweig, 24 novembre 1989) è stato un economista e statistico tedesco al servizio dei nazisti, capo ispettore dell'ufficio statistico delle SS durante la seconda guerra mondiale. Preparò nel 1943 il rapporto Korherr sulla "Soluzione finale alla questione ebraica".

## Biografia
Figlio di un maestro sarto, Korherr iniziò a studiare economia e diritto all'Università Ludwig Maximilian di Monaco di Baviera nel 1922. Nel 1923 entrò a far parte del Corpo d'Armata di Monaco di Baviera. Si trasferì quindi alla Friedrich-Alexander-Universität Erlangen, dove ottenne il dottorato. Nella sua dissertazione, affrontò il tema del declino delle nascite; la tesi fu pubblicata nel 1927 con il titolo Geburtenrück – Mahnruf an das deutsche Volk. L'edizione successiva del 1935 apparve con una prefazione di Heinrich Himmler. Nel 1928 fu pubblicato a Roma nella versione italiana con il titolo Regresso delle nascite morte dei popoli con prefazione di Benito Mussolini e Oswald Spengler.
Dal 1926 lavorò al "Statistisches Reichsamt" prima dell'ascesa al potere di Hitler. Fu presidente del comitato anti-separatista bavarese Reich und Heimat nel 1930-33 e divenne membro del Partito Popolare Bavarese, di ispirazione cattolica, ma solo "formalmente e per ragioni tattiche", assicurò in seguito. Il 1º gennaio 1934 il suo dipartimento fu rilevato dall'Ufficio statistico statale bavarese. Dal 1935 al 1940 Korherr fu direttore dell'Ufficio statistico della città di Würzburg con compiti anche di insegnamento all'Università di Würzburg. In seguito all'invasione della Polonia, il 9 dicembre 1940 Himmler portò Korherr all'ufficio del Reichsführer-SS, per verificare con lui gli sviluppi del processo di spostamento della popolazione polacca che i nazisti stavano portando avanti. A questo periodo risale il rapporto Korherr, il documento che lo rende tristemente celebre.